# Walter I. Garnier
Walter I. Garnier (* um 1110; † 1154) war Herr von Caesarea im Kreuzfahrer-Königreich Jerusalem.
Seine Eltern waren Eustach I. Garnier und Emelotte von Jericho. Er folgte seinem Vater als Herr von Caesarea. Er war der Zwillingsbruder von Gerhard Garnier, der den Vater in der Grafschaft Sidon beerbte.
Seine Mutter heiratete nach dem Tod seines Vaters Hugo II. von Jaffa, einen Vetter der Königin Melisende von Jerusalem, der auch eine enge Freundschaft, möglicherweise eine Affäre mit der Königin unterhielt. Außerdem begehrte Hugo 1134 gegen König Fulko auf. Nach Wilhelm von Tyrus klagte Walter seinen Stiefvater schließlich wegen Hochverrats und Verschwörung bei einer Sitzung des Haute Cour an. Hugo widerlegte diese Anklage und es wurde beschlossen, dass die Anklage per Gerichtskampf geklärt werden müsse. Am festgelegten Tag des Kampfes kam Hugo nicht. Hugo wurde später verbannt.
1148 nahm er am Konzil der Anführer des Zweiten Kreuzzugs in Akkon teil, in der der Angriff auf Damaskus beschlossen wurde.
Walter heiratete eine Frau namens Juliane, mit der er zwei Söhne hatte. Diese waren Eustach, der Mönch des Lazarusordens in Jerusalem wurde, und Hugo, der Walter nach seinem Tod als Herr von Caesarea folgte.